# 中央体育场
中央体育场，位于中国江苏省南京市玄武区孝陵卫街道灵谷寺8号，今南京体育学院内。

## 历史
中央体育场是为举办全国运动会兴建，包括田径场、国术场、篮球场、游泳池、棒球场及网球场、足球场、跑马场等，占地1,200亩，造价140余万元，一次可接纳观众6万人。1931年5月10日，举行奠基典礼，蒋中正在典礼上训话说：“欲恢复民族地位与精神，须先养成健全之体格；故体育一端，比较德、智、育，尤为重要”。建筑工程由基泰工程司關頌聲、杨廷宝设计，利源建筑公司承造。至8月底，主体工程已基本竣工。全部工程采用钢筋混凝土结构，同时采用中国传统纹样装饰，进出口多为中国式牌楼。

全国运动会原计划在1931年10月10日辛亥革命20週年时举行，因受到当年发生的长江大洪水及九一八事变的影响，未能如期举行。
直到1933年10月10日，第五次全国运动会才在中央体育场开幕，有来自全国33个代表团的2,000多名运动员参加，其中包括由东北秘密入关的、曾代表中国参加过奥运会的短跑运动员刘长春。

2006年，中央体育场旧址被列为第六批全国重点文物保护单位。

## 外部連結
鳳凰江蘇－地名傳奇之青奧特輯 百年圓夢·中央體育場 （页面存档备份，存于）